# Alki Zei
Alki Zei (en grec moderne : Άλκη Ζέη, née le 15 décembre 1925 à Athènes et morte le 27 février 2020 dans la même ville) est une romancière grecque, auteure de littérature d'enfance et de jeunesse.

## Biographie
Alki Zei étudie la philosophie à l'université nationale et capodistrienne d'Athènes, puis le théâtre à l'Odeion d'Athènes, et l'écriture de scénario à l'institut cinématographique de Moscou. Militante de gauche, elle est membre active de l'organisation clandestine des jeunes résistants grecs sous l'Occupation nazie. Elle est déportée en 1948. De 1954 à 1964, elle vit en Union soviétique comme réfugiée politique, avec son mari Giórgios Sevastíkoglou, qui s'est enfui en 1949 en URSS après la guerre civile en Grèce. Elle revient en Grèce en 1964 avec son mari et ses enfants, mais quitte à nouveau le pays quand la junte des colonels prend le pouvoir en 1967, partant vivre à Paris. Elle y reste jusqu'en 1980 et retourne vivre en Grèce. 
Elle commence  écrire à 17 ans des pièces pour le théâtre de marionnettes d'Athènes. 
Son premier roman, Le Tigre dans la vitrine est semi-autobiographique et s'inspire de sa jeunesse à Samos. Il a été traduit dans de nombreuses langues et a reçu de nombreux prix littéraires, dont le Mildred Batchelder aux États-Unis et le Premio Andersen en Italie. Elle a aussi reçu le Prix national pour la littérature enfantine en Grèce, parmi d'autres distinctions dans son pays et à l'étranger. 

## Œuvres
- Le Tigre dans la vitrine (Το Καπλάνι της Βιτρίνας, 1963) - La Farandole, 1973, 1975, 1977 ; Messidor-La Farandole, 1986 ; Syros, coll. Les uns les autres, 1996 ; Pocket, 2001 ; Syros, 2009
- La Guerre de Petros (Ο μεγάλος περίπατος του Πέτρου, 1971) - GP, coll. Grand angle, 1979 ; Hachette jeunesse, 1984
- Oncle Platon (Ο θείος Πλάτων, 1975) : Messidor-La Farandole, 1989
- Un dimanche d'avril (Μια Κυριακή του Απρίλη, 1978) - Le Sorbier, 1984, 1990
- La Fiancée d'Achille (1987) - La Découverte, 1989
- L'Ombrelle mauve (Η μωβ ομπρέλα, 1989) - La joie de lire, coll. Récits, 2000 ; coll; Hibouk, 2012
- Le Grand Écart - La joie de lire, coll. Récits, 2003
- Grand-Père menteur (Ό Ψεύτης Παππούς, 1992) - Syros, 2009

## Prix
- Prix des étudiants francophones, dépendant du Prix littéraire des jeunes Européens[4] 2010 pour son roman Grand-Père menteur (1992)

### Documentation
- Dominique Dourjeanni, « Alki Zei. Interview », Lire au collège (CRDP de Grenoble), n° 29-30, septembre 1991, p. 27-27
- Maguy Rayet, « Les romans d'Alki Zei  la vraie vie et le regard des enfants », Lectures, la revue des bibliothèques (Centre de lecture publique de la communauté française, Belgique), n° 161, mai-juin 2009, p. 140-143
- Ariane Tapinos et Corinne Chiaradia, « Le sourire d'Alki Zei. Entretien », Citrouille, n°53, juin 2009, p. 22-25
- Nathalie Beau, « A la rencontre d'Alki Zei », La revue des livres pour enfants (BnF / Centre national de la littérature pour la jeunesse), n° 245, février 2009, p. 160-161 - Lire en ligne (consulté le 17 août 2016)